# Kοryfi Koupa (dytiki Kriti)
Kοryfi Koupa (dytiki Kriti) este o arie protejată (arie de protecție specială avifaunistică — SPA) din Grecia întinsă pe o suprafață de 2.011,74 ha, integral pe uscat.

## Localizare
Centrul sitului Kοryfi Koupa (dytiki Kriti) este situat la coordonatele 35°04′11″N 25°23′07″E / 35.069705°N 25.385412°E.

## Înființare
Situl Kοryfi Koupa (dytiki Kriti) a fost declarat arie de protecție specială avifaunistică în octombrie 2001 pentru a proteja 16 specii de animale.

## Biodiversitate
Situată în ecoregiunea mediteraneană, aria protejată nu include niciun habitat protejat.
La baza desemnării sitului se află mai multe specii protejate de  păsări (16): fâsă-de-câmp (Anthus campestris), șorecarul comun (Buteo buteo), ciocârlie-cu-degete-scurte (Calandrella brachydactyla), caprimulg (Caprimulgus europaeus), lăstun de casă (Delichon urbicum), presură de grădină (Emberiza hortulana), Falco eleonorae, șoim călător (Falco peregrinus), vânturel de seară (Falco vespertinus), rândunică (Hirundo rustica), sfrâncioc roșiatic (Lanius collurio), Lanius nubicus, ciocârlie de pădure (Lullula arborea), vrabie negricioasă (Passer hispaniolensis), turturică (Streptopelia turtur), Sylvia ruppeli.
Pe lângă speciile protejate, pe teritoriul sitului au mai fost identificate 1 specie de păsări.